# КрАЗ-221
КрАЗ-221 — советский серийный седельный тягач с колёсной формулой 6×4, который изготовлялся с 1959 по 1966 год.

## История
КрАЗ-221 был разработан на Ярославском автозаводе и выпускался там с 1958 года в составе семейства трехосных грузовиков на основе конструкции ЯАЗ-210, в которое входили также бортовая машина ЯАЗ-219, самосвал ЯАЗ-222 и внедорожник ЯАЗ-214 с колесной формулой 6х6.
Новое семейство получило не только более современную внешность, но и улучшенные технические характеристики: на 15 лошадиных сил выросла мощность двигателя, снизился удельный расход топлива, а рулевое управление получило пневмоусилитель.
Сначала ЯАЗ-221 производили в Ярославле — с 1958 по 1959 год. В конце 1959 года их выпуск был свернут в связи с перепрофилированием завода в моторный, а всю документацию и оснастку передали на КрАЗ.
С 1963 года незначительно модернизированный KpA3-221 выпускался под индексом  'КрАЗ-221Б' . В 1966 году на конвейер вместо него был поставлен КрАЗ-258Б.

## Технические характеристики
Автомобиль комплектовался рядным двухтактным 6-цилиндровым дизельным двигателем ЯАЗ-М206И объёмом 6,927 л, мощностью 180 л. с. при 2000 об./мин., с крутящим моментом 705 Нм при 1000 об./мин. и 5-ступенчатой механической КПП , в которой позже появились синхронизаторы на каждую передачу переднего хода.